# اس‌ام یوسی-۱۰۰
اس‌ام یوسی-۱۰۰ (به انگلیسی: SM UC-100) یک زیردریایی بود که طول آن ۱۸۵ فوت ۵ اینچ (۵۶٫۵۲ متر) بود. این زیردریایی در سال ۱۹۱۸ ساخته شد.